# Stara Rijeka (Federacja Bośni i Hercegowiny)
Stara Rijeka – wieś w Bośni i Hercegowinie, w Federacji Bośni i Hercegowiny, w kantonie uńsko-sańskim, w gminie Sanski Most. W 2013 roku liczyła 2 mieszkańców – Chorwatów.